# Ytrac
Ytrac est une commune française située dans le département du Cantal, en région Auvergne-Rhône-Alpes.
Ses habitants sont appelés les Ytracois.

## Géographie

### Localisation
C'est une commune de l'aire d'attraction d'Aurillac, située à l'ouest de cette ville, dans le Massif central, au sud-ouest des monts du Cantal.
Les communes limitrophes sont Arpajon-sur-Cère, Aurillac, Crandelles, Lacapelle-Viescamp, Naucelles, Roannes-Saint-Mary, Saint-Mamet-la-Salvetat, Saint-Paul-des-Landes et Sansac-de-Marmiesse.
Le territoire de la commune est limitrophe de celui de neuf communes.

### Hydrographie
La commune est arrosée par les rivières Cère et Authre,

### Géologie et relief
La superficie de la commune est de 3 837 hectares ; son altitude varie de 517  à   665 mètres.

### Climat
Pour des articles plus généraux, voir Climat d'Auvergne-Rhône-Alpes et Climat du Cantal.
En 2010, le climat de la commune est de type climat des marges montargnardes, selon une étude du CNRS s'appuyant sur une série de données couvrant la période 1971-2000. En 2020, Météo-France publie une typologie des climats de la France métropolitaine dans laquelle la commune est exposée à un climat de montagne ou de marges de montagne et est dans la région climatique Ouest et nord-ouest du Massif Central, caractérisée par une pluviométrie annuelle de 900 à 1 500 mm, maximale en automne et en hiver.
Pour la période 1971-2000, la température annuelle moyenne est de 10,3 °C, avec une amplitude thermique annuelle de 15,5 °C. Le cumul annuel moyen de précipitations est de 1 196 mm, avec 12,3 jours de précipitations en janvier et 7,6 jours en juillet. Pour la période 1991-2020, la température moyenne annuelle observée sur la station météorologique de Météo-France la plus proche, sur la commune d'Aurillac à 6 km à vol d'oiseau, est de 10,5 °C et le cumul annuel moyen de précipitations est de 1 134,7 mm,. Pour l'avenir, les paramètres climatiques de la commune estimés pour 2050 selon différents scénarios d'émission de gaz à effet de serre sont consultables sur un site dédié publié par Météo-France en novembre 2022.

## Urbanisme

### Typologie
Au 1er janvier 2024, Ytrac est catégorisée bourg rural, selon la nouvelle grille communale de densité à 7 niveaux définie par l'Insee en 2022.
Elle est située hors unité urbaine. Par ailleurs la commune fait partie de l'aire d'attraction d'Aurillac, dont elle est une commune de la couronne,. Cette aire, qui regroupe 85 communes, est catégorisée dans les aires de 50 000 à moins de 200 000 habitants,.

### Occupation des sols
L'occupation des sols de la commune, telle qu'elle ressort de la base de données européenne d’occupation biophysique des sols Corine Land Cover (CLC), est marquée par l'importance des territoires agricoles (77,7 % en 2018), en diminution par rapport à 1990 (79,8 %). La répartition détaillée en 2018 est la suivante : 
zones agricoles hétérogènes (47,2 %), prairies (30,5 %), forêts (13,1 %), zones urbanisées (8 %), zones industrielles ou commerciales et réseaux de communication (1,2 %). L'évolution de l’occupation des sols de la commune et de ses infrastructures peut être observée sur les différentes représentations cartographiques du territoire : la carte de Cassini (XVIIIe siècle), la carte d'état-major (1820-1866) et les cartes ou photos aériennes de l'IGN pour la période actuelle (1950 à aujourd'hui).

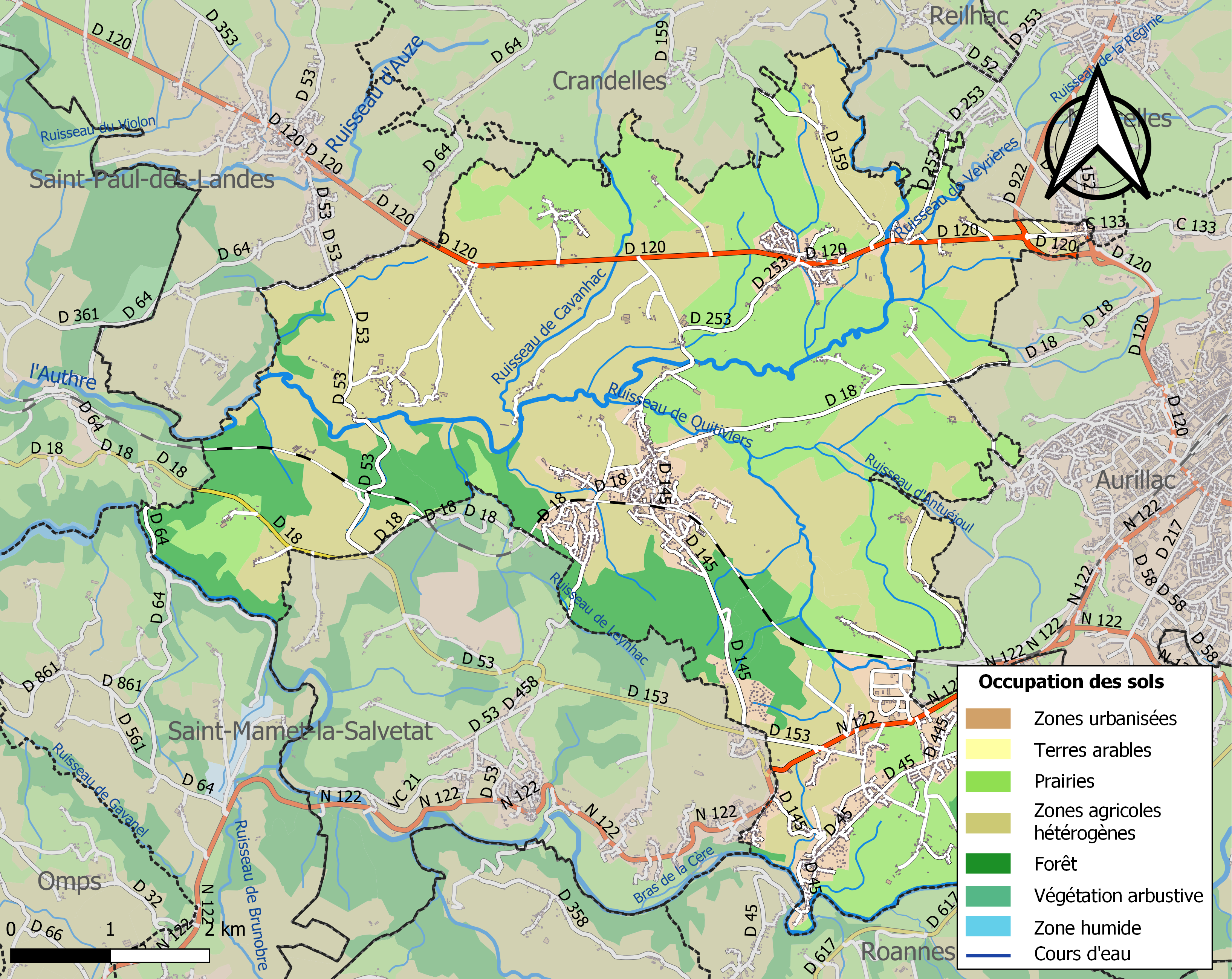
Carte des infrastructures et de l'occupation des sols de la commune en 2018 (CLC).

### Lieux-dits ou hameaux
La commune comprend trois bourgs bien distincts : le Bex, Espinat et Ytrac.

### Habitat et logement
En 2021, le nombre total de logements dans la commune était de 1 985, alors qu'il était de 1 846 en 2015 et de 1 667 en 2010.
Parmi ces logements, 90,2 % étaient des résidences principales, 3,1 % des résidences secondaires et 6,7 % des logements vacants. Ces logements étaient pour 94,1 % d'entre eux des maisons individuelles et pour 5,4 % des appartements.
Le tableau ci-dessous présente la typologie des logements à Ytrac en 2021 en comparaison avec celle du Cantal et de la France entière. Une caractéristique marquante du parc de logements est ainsi une proportion de résidences principales (90,2 %) supérieure à celle du département (67,8 %) et à celle de la France entière (82,2 %). Concernant le statut d'occupation de ces logements, 86,1 % des habitants de la commune sont propriétaires de leur logement (85,5 % en 2015), contre 70,8 % pour le Cantal et 57,5 pour la France entière.
| Typologie                                               | Ytrac | Cantal | France entière |
| ------------------------------------------------------- | ----- | ------ | -------------- |
| Résidences principales (en %)                           | 90,2  | 67,8   | 82,2           |
| Résidences secondaires et logements occasionnels (en %) | 3,1   | 20,6   | 9,7            |
| Logements vacants (en %)                                | 6,7   | 11,7   | 8,1            |

### Voies de communication et transports
Ytrac dispose d'une halte ferroviaire.

## Toponymie
Le nom de la localité est attesté  sous la forme Acteracense en 930 et sous la forme latine Ytracum en 1328, puis sous les formes Itrac en 1339, Ytract en 1449.
Eitrac en occitan.
On voit dans Ytrac, l'ancien Acteracum.

## Histoire
Pendant plusieurs siècles (sans doute depuis le XVe siècle), les habitants d'Ytrac ont participé, comme d'autres communes alentour, à un commerce fructueux avec l'Espagne, en particulier avec Madrid, où des comptoirs commerciaux auvergnats, étaient établis et où les Ytracois allaient passer quelques années puis revenaient (les statuts des comptoirs interdisaient aux membres de se marier en Espagne). Ce fut le cas par exemple d'Arsène Vermenouze. Le déclin de ces comptoirs a commencé après les représailles à la suite des invasions napoléoniennes, mais ils ont survécu jusqu'au début du XXe siècle.
Au XVIIIe et au début du XIXe siècle, de nombreux habitants d'Ytrac, marchands chaudronniers forains, prenaient le chemin de la Bretagne pour des campagnes de dix-huit à vingt-quatre mois. Un nombre significatif se sont mariés avec des Bretonnes et ont fait souche dans l'Ouest armoricain. Parmi eux, des Dandurand, Belmon, Conros, Cros, Delbort, Delmas, Dubois, Hébrard, Lescure, Miroux, Manhes, Prunet, Puech, Simon, Taulet, Vidal, etc.

## Politique et administration

### Administration municipale
Le nombre d'habitants au recensement de 2017 étant compris entre 3 500 habitants et 4 999 habitants, le nombre de membres du conseil municipal pour l'élection de 2020 est de vingt-sept,.

### Rattachements administratifs et électoraux
Commune faisant partie de la première circonscription du Cantal de la communauté d'agglomération du Bassin d'Aurillac et du Canton d'Aurillac-1 (avant le redécoupage départemental de 2014, Ytrac faisait partie du Canton d'Aurillac-2).

### Jumelages
- Monterblanc (France) dans le Morbihan.

## Population et société

### Démographie

#### Évolution démographique
L'évolution du nombre d'habitants est connue à travers les recensements de la population effectués dans la commune depuis 1793. Pour les communes de moins de 10 000 habitants, une enquête de recensement portant sur toute la population est réalisée tous les cinq ans, les populations de référence des années intermédiaires étant quant à elles estimées par interpolation ou extrapolation. Pour la commune, le premier recensement exhaustif entrant dans le cadre du nouveau dispositif a été réalisé en 2006.

En 2022, la commune comptait 4 316 habitants, en évolution de +1,65 % par rapport à 2016 (Cantal : −1,08 %, France hors Mayotte : +2,11 %).
| 1793  | 1800  | 1806  | 1821  | 1831  | 1836  | 1841  | 1846  | 1851  |
| ----- | ----- | ----- | ----- | ----- | ----- | ----- | ----- | ----- |
| 1 531 | 1 313 | 1 616 | 1 641 | 1 742 | 1 709 | 1 623 | 1 610 | 1 626 |

| 1856  | 1861  | 1866  | 1872  | 1876  | 1881  | 1886  | 1891  | 1896  |
| ----- | ----- | ----- | ----- | ----- | ----- | ----- | ----- | ----- |
| 1 647 | 1 551 | 1 558 | 1 501 | 1 528 | 1 609 | 1 658 | 1 621 | 1 667 |

| 1901  | 1906  | 1911  | 1921  | 1926  | 1931  | 1936  | 1946  | 1954  |
| ----- | ----- | ----- | ----- | ----- | ----- | ----- | ----- | ----- |
| 1 582 | 1 621 | 1 619 | 1 428 | 1 242 | 1 202 | 1 282 | 1 238 | 1 265 |

| 1962  | 1968  | 1975  | 1982  | 1990  | 1999  | 2006  | 2011  | 2016  |
| ----- | ----- | ----- | ----- | ----- | ----- | ----- | ----- | ----- |
| 1 259 | 1 237 | 1 643 | 2 673 | 3 367 | 3 330 | 3 718 | 3 937 | 4 246 |

| 2021  | 2022  | - | - | - | - | - | - | - |
| ----- | ----- | - | - | - | - | - | - | - |
| 4 322 | 4 316 | - | - | - | - | - | - | - |

| selon la population municipale des années : | 1968 | 1975 | 1982 | 1990 | 1999 | 2006 | 2009 | 2013 |
| Rang de la commune dans le département      | 22   | 14   | 6    | 5    | 5    | 5    | 4    | 4    |
| Nombre de communes du département           | 268  | 258  | 258  | 260  | 260  | 260  | 260  | 260  |

#### Pyramide des âges
La population de la commune est plus jeune que celle du département. En 2021, le taux de personnes d'un âge inférieur à 30 ans s'élève à 29,1 %, soit un taux supérieur à la moyenne départementale (26,5 %). À l'inverse, le taux de personnes d'un âge supérieur à 60 ans (31,1 %) est inférieur au taux départemental (36,6 %).
En 2021, la commune comptait 2 118 hommes pour 2 204 femmes, soit un taux de 50,99 % de femmes, inférieur au taux départemental (51,1 %).
Les pyramides des âges de la commune et du département s'établissent comme suit :
| Hommes | Classe d’âge | Femmes |
| ------ | ------------ | ------ |
| 0,7    | 90 ou +      | 1,5    |
| 8,1    | 75-89 ans    | 9,5    |
| 21,3   | 60-74 ans    | 21,2   |
| 21,8   | 45-59 ans    | 21,9   |
| 17,7   | 30-44 ans    | 18,2   |
| 11,9   | 15-29 ans    | 10,4   |
| 18,5   | 0-14 ans     | 17,3   |

| Hommes | Classe d’âge | Femmes |
| ------ | ------------ | ------ |
| 1,2    | 90 ou +      | 3,1    |
| 10,1   | 75-89 ans    | 13,5   |
| 22,9   | 60-74 ans    | 22,6   |
| 21,8   | 45-59 ans    | 20,5   |
| 16,1   | 30-44 ans    | 15,2   |
| 13,8   | 15-29 ans    | 11,9   |
| 14,2   | 0-14 ans     | 13,3   |

### Activités sportives
Pétanque, tennis, football, judo,

### Écologie et recyclage
De 2008 à 2014, la commune a mené une forte politique environnementale :
– lutte contre le projet d'enfouissement de déchets dans la forêt de Branviel, en collaboration avec l'association COLSEB. Le projet est aujourd'hui ajourné ;
– la municipalité met en place une politique de 100 % bio favorisant les circuits-courts dans ses deux cantines ;
– pratique du zéro pesticide pour l'entretien des espaces verts et à ce titre a bénéficié du label de niveau 3 « ne plus traiter chimiquement » ;
– mise en place d'une carte de la biodiversité ;
– Ytrac reçoit en 2013 une « Libellule », récompense décernée par l'association NATUREPARIF – sous le patronage du ministère de l'Écologie et du secrétariat exécutif de la Convention sur la diversité biologique – lors du concours « capitale française de la biodiversité ».

## Culture locale et  patrimoine

### Lieux et monuments
- Église Saint-Julien
- Château d'Espinassols
- Demeure de Foulan
- Château de Lamartinie
- Demeure de Vielle, de la famille Vermenouze
- Château de Leybros
- Le carrefour des Quatre-Chemins, espace autrefois désert entre les domaines de Lascanaux et de Montilly, était un lieu réputé du sabbat des sorcières d'Aurillac[35].

### Personnalités liées à la commune
- Jean Larroumets (1825-1893), inventeur d'une machine à réduire toute espèce de métaux en feuilles.
- Arsène Vermenouze (1850-1910), poète (en aurillacois et en français), majoral du Félibrige.
- Antonin Magne (1904-1983), coureur cycliste.
- Nicolás Rubió (1928- 2024), célèbre peintre argentin, a passé huit années de son enfance (1940-1948) au village de Vielle[36].